# Prescottia selecta
Prescottia selecta är en insektsart som beskrevs av Delong 1971. Prescottia selecta ingår i släktet Prescottia och familjen dvärgstritar. Inga underarter finns listade i Catalogue of Life.